# Hypena triangularis
Hypena triangularis là một loài bướm đêm trong họ Erebidae.